# Chambéria
Ne doit pas être confondu avec Chambéry ou Chamberí.
Chambéria est une commune française située dans le département du Jura, dans la région culturelle et historique de Franche-Comté et la région administrative Bourgogne-Franche-Comté.

## Géographie
Chambéria est un village situé dans le Jura français, dans le département du Jura, sur le premier plateau, dans une région géographique appelée « la Petite Montagne », sur la D 109, à 26 km au sud-est de Lons-le-Saunier.
L'altitude de Chambéria est de 404 mètres. Les quatre villages qui composent la Commune (Sancia, Chambéria, Messia, Marzenay) sont disposés le long de la vallée de la Valouse.
La forêt recouvre plus de 40 % du territoire, forêt initialement peuplée de feuillus, mais qui a subi un enrésinement important dans les années 1970.
Les prairies naturelles ou artificielles occupent aussi 40 % du territoire, y compris les « communaux » pelouses sèches appartenant à la commune, terrains utilisés pour l'élevage extensif, ayant tendance à s'enfricher.
Le reste est consacré aux céréales et en particulier au maïs.
L'agriculture est orientée vers la production de lait pour la fabrication du « Comté » (fromage de type gruyère, d'appellation contrôlée).

### Climat
Pour des articles plus généraux, voir Climat de la Bourgogne-Franche-Comté et Climat du département du Jura.
En 2010, le climat de la commune est de type climat des marges montargnardes, selon une étude du Centre national de la recherche scientifique s'appuyant sur une série de données couvrant la période 1971-2000. En 2020, Météo-France publie une typologie des climats de la France métropolitaine dans laquelle la commune est exposée à un climat semi-continental et est dans la région climatique  Jura, caractérisée par une forte pluviométrie en toutes saisons (1 000 à 1 500 mm/an), des hivers rigoureux et un ensoleillement médiocre. 
Pour la période 1971-2000, la température annuelle moyenne est de 10,6 °C, avec une amplitude thermique annuelle de 17,3 °C. Le cumul annuel moyen de précipitations est de 1 408 mm, avec 12,6 jours de précipitations en janvier et 8,9 jours en juillet. Pour la période 1991-2020, la température moyenne annuelle observée sur la station météorologique de Météo-France la plus proche, « Pimorin », sur la commune de Pimorin à 6 km à vol d'oiseau, est de 10,0 °C et le cumul annuel moyen de précipitations est de 1 517,6 mm. 
La température maximale relevée sur cette station est de 39 °C, atteinte le 12 août 2003 ; la température minimale est de −26,5 °C, atteinte le 20 décembre 2009,,. 
Les paramètres climatiques de la commune ont été estimés pour le milieu du siècle (2041-2070) selon différents scénarios d'émission de gaz à effet de serre à partir des nouvelles projections climatiques de référence DRIAS-2020. Ils sont consultables sur un site dédié publié par Météo-France en novembre 2022.

## Urbanisme

### Typologie
Au 1er janvier 2024, Chambéria est catégorisée commune rurale à habitat très dispersé, selon la nouvelle grille communale de densité à sept niveaux définie par l'Insee en 2022.
Elle est située hors unité urbaine. Par ailleurs la commune fait partie de l'aire d'attraction de Lons-le-Saunier, dont elle est une commune de la couronne,. Cette aire, qui regroupe 139 communes, est catégorisée dans les aires de 50 000 à moins de 200 000 habitants,.

### Occupation des sols
L'occupation des sols de la commune, telle qu'elle ressort de la base de données européenne d’occupation biophysique des sols Corine Land Cover (CLC), est marquée par l'importance des forêts et milieux semi-naturels (54,4 % en 2018), une proportion sensiblement équivalente à celle de 1990 (55,1 %). La répartition détaillée en 2018 est la suivante : 
forêts (46,9 %), prairies (25,2 %), terres arables (15,4 %), milieux à végétation arbustive et/ou herbacée (7,5 %), zones agricoles hétérogènes (4,9 %). L'évolution de l’occupation des sols de la commune et de ses infrastructures peut être observée sur les différentes représentations cartographiques du territoire : la carte de Cassini (XVIIIe siècle), la carte d'état-major (1820-1866) et les cartes ou photos aériennes de l'IGN pour la période actuelle (1950 à aujourd'hui).

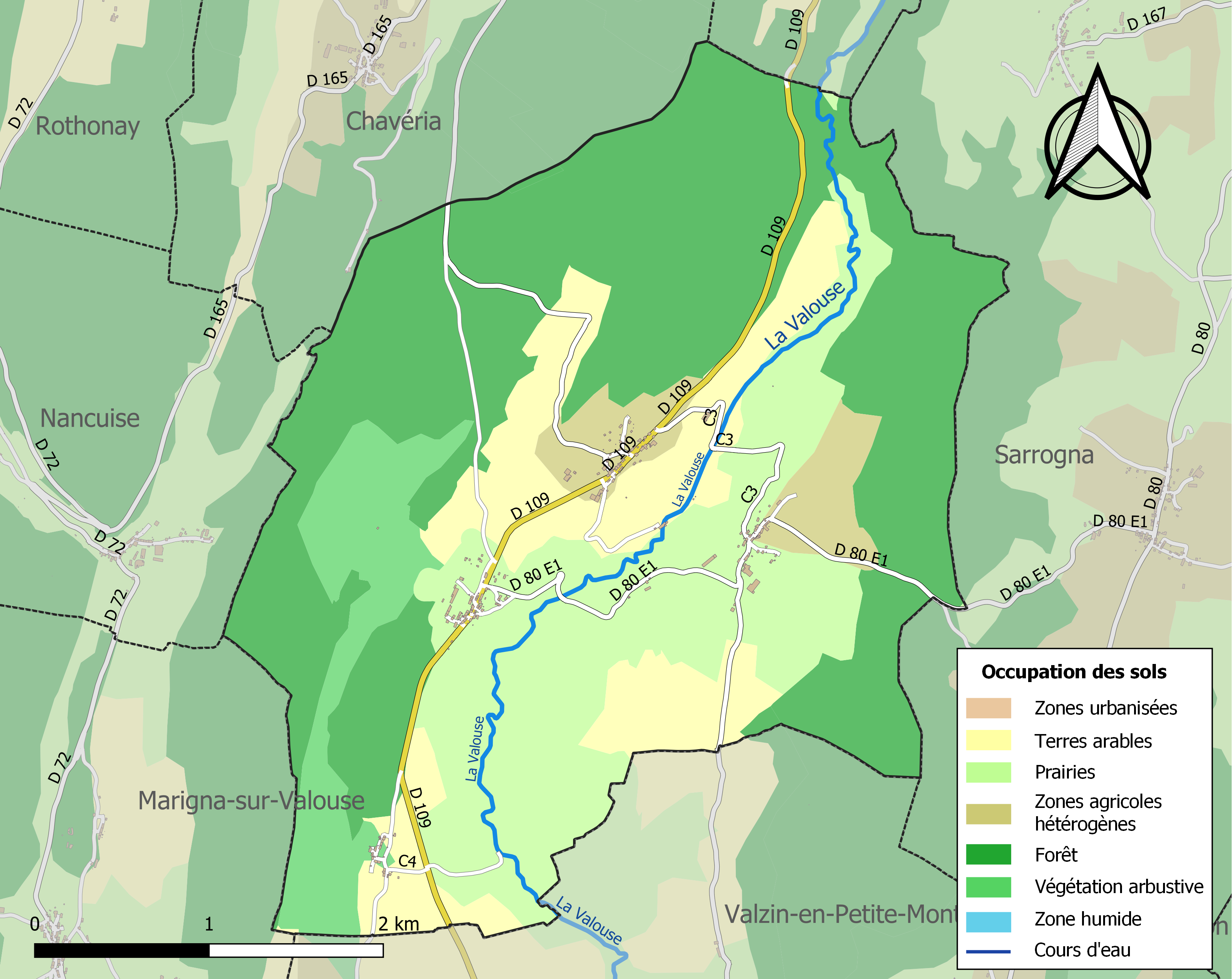
Carte des infrastructures et de l'occupation des sols de la commune en 2018 (CLC).

## Histoire
Il est probable que les bords de la Valouse étaient cultivés depuis la période celtique et des vestiges gallo-romains (tuiles) témoignent de cette activité humaine.
L'époque médiévale a connu une succession de seigneurs parmi lesquels les familles de Binans et de Grammont.
Un château fort apparemment important surveillait la vallée. Il a pratiquement disparu aujourd'hui, mais son emplacement est toujours visible.
Les eaux de la Valouse ont été utilisées pendant longtemps pour leur force motrice : papeterie-battoir, moulin à farine et tournerie qui fermera en 1956 malgré le remplacement des roues par une turbine produisant de l'électricité.
En 1822 les villages de Messiat, Marsenay et Sancia sont rattachés à la commune de Chambéria, la commune passe alors de 176 à 510 habitants.
Sancia et Chambéria étaient desservis au début du XXe siècle par les Chemins de fer vicinaux du Jura.
L'église de Chambéria qui est placée sous le vocable de saint Just, était du patronage du prieur de Gigny.

## Politique et administration

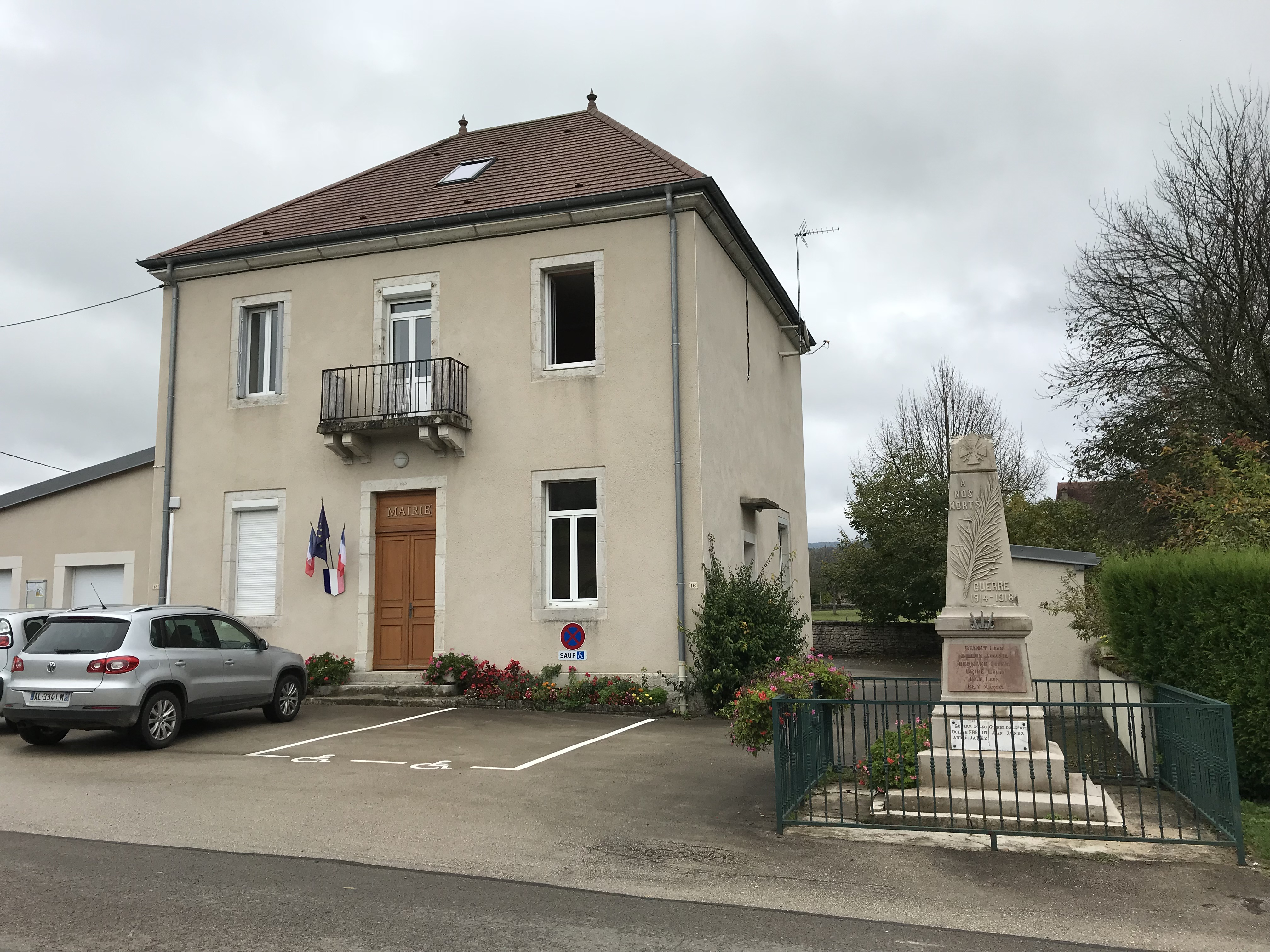
Mairie et monument aux morts.

| Période    | Période   | Identité          | Étiquette | Qualité     |
| ---------- | --------- | ----------------- | --------- | ----------- |
| avant 1995 | ?         | René Chevassus    |           |             |
| mars 2001  | mars 2014 | Jacques Poulet    |           |             |
| mars 2014  | En cours  | Jean-Louis Favier | DVD       | Agriculteur |

## Démographie
L'évolution du nombre d'habitants est connue à travers les recensements de la population effectués dans la commune depuis 1793. Pour les communes de moins de 10 000 habitants, une enquête de recensement portant sur toute la population est réalisée tous les cinq ans, les populations de référence des années intermédiaires étant quant à elles estimées par interpolation ou extrapolation. Pour la commune, le premier recensement exhaustif entrant dans le cadre du nouveau dispositif a été réalisé en 2008.

En 2022, la commune comptait 195 habitants, en évolution de +15,38 % par rapport à 2016 (Jura : −0,81 %, France hors Mayotte : +2,11 %).
| 1793 | 1800 | 1806 | 1821 | 1831 | 1836 | 1841 | 1846 | 1851 |
| ---- | ---- | ---- | ---- | ---- | ---- | ---- | ---- | ---- |
| 261  | 186  | 191  | 176  | 528  | 533  | 543  | 537  | 518  |

| 1856 | 1861 | 1866 | 1872 | 1876 | 1881 | 1886 | 1891 | 1896 |
| ---- | ---- | ---- | ---- | ---- | ---- | ---- | ---- | ---- |
| 476  | 451  | 414  | 416  | 405  | 373  | 371  | 361  | 315  |

| 1901 | 1906 | 1911 | 1921 | 1926 | 1931 | 1936 | 1946 | 1954 |
| ---- | ---- | ---- | ---- | ---- | ---- | ---- | ---- | ---- |
| 309  | 289  | 296  | 273  | 254  | 239  | 245  | 220  | 234  |

| 1962 | 1968 | 1975 | 1982 | 1990 | 1999 | 2006 | 2008 | 2013 |
| ---- | ---- | ---- | ---- | ---- | ---- | ---- | ---- | ---- |
| 200  | 182  | 154  | 134  | 135  | 149  | 160  | 163  | 167  |

| 2018 | 2022 | - | - | - | - | - | - | - |
| ---- | ---- | - | - | - | - | - | - | - |
| 180  | 195  | - | - | - | - | - | - | - |

En 1850 40 garçons et 30 filles fréquentent l'école en hiver. Aujourd'hui l'école est fermée.

## Culture locale et patrimoine

### Lieux et monuments
- Église Saint-Just (XIIIe-XVIe-XVIIIe s). Elle se compose d'une nef, d'un chœur, d'une chapelle seigneuriale et à l'arrière du chœur d'une sacristie. Le clocher, en forme de tour carrée, surmontée d'une flèche s'élève à l'intersection de la nef, du chœur et de la chapelle. L'église était auparavant couverte de lauses et la flèche de tuf qui ont été remplacées par des tuiles au XXe siècle. Le chœur roman date du XIIIe siècle, la nef a été agrandie en 1728. La chapelle seigneuriale du XVIe siècle est voûtée en ogives et possède une fenêtre à l'Est de style ogival flamboyant. Une ouverture dans le mur de la nef permettait de voir celle-ci depuis la chapelle. Un chemin de croix en grès d'une remarquable facture a été réalisé par un artiste céramiste, Jean-Pierre Bonardot, en 2000.
- Calvaire
- Fontaines-lavoirs
- Fromagerie de Sancia (XIXe s), inscrite à l'IGPC depuis 1992[18]
- Pelouses sèches « Natura 2000 ».

### Personnalités liées à la commune
- Jules Bel, né en 1842 à Chambéria, fonde son entreprise qui deviendra le Groupe Bel en 1865 à Orgelet. Ses fils Léon et Henri reprennent l'entreprise en 1897 et la transfèrent à Lons-le-Saunier.